# Alfred Holler

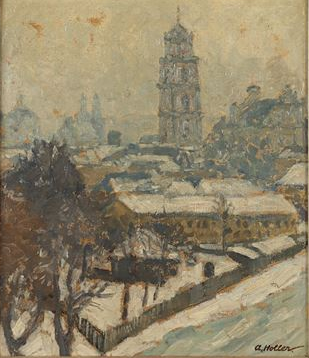
Winteransicht von Vilnius

Alfred Holler (* 5. September 1888 in Krefeld; † 18. Dezember 1954 in Eupen) war ein deutscher Landschaftsmaler und Grafiker.

## Leben und Wirken
Alfred Holler studierte von 1906 bis 1908 an der Kunstgewerbeschule Düsseldorf bei Peter Behrens und Ludwig Heupel-Siegen. Nach einer kurzen Verweildauer in Paris setzte er von 1908 bis 1910 seine Studien an der Kunstakademie Karlsruhe bei Julius Bergmann und von 1911 bis 1913 an der Staatlichen Akademie der Bildenden Künste Karlsruhe bei dem Landschaftsmaler Ludwig Dill fort.
Durch seinen Studienfreund Walter Ophey zog es Holler bereits 1910 nach Eupen, wo er 1917 eine Familie gründete und bis zu seinem Tode wirkte. Während des Ersten Weltkrieges war er als Kriegsmaler in Vilnius tätig. Hier entdeckte er seine Vorliebe für windschiefe Häuser, enge Gassen und verwunschene Winkel.
Hollers Werke umfassen Ölbilder, Aquarelle, Holzschnitte, Radierungen und Grafiken. Er gilt als einer der bedeutendsten Eifelmaler, sein Werk rechnet man heute dem impressionistischen Realismus zu.
Für sein Wirken erhielt Holler u. a. vom belgischen Staat hohe Auszeichnungen:
- 1910: Hausauszeichnung des Großherzogs von Baden, Friedrich II, für das Gemälde „Kuhkopf“
- 1934: Ritter des Kronenordens
- 1954: Ritter des Ordens Leopolds II.

## Ausstellungen (Auswahl)
- 1907: Landschaftskollektionen von Fritz von Wille, Düsseldorf und Alfred Holler, Crefeld, Aachen
- 1912: Landschaft bei Ans (Belgien), Baden-Baden, ständige Kunstausstellung
- 1918: Deutsche Kunst, Gemälde, Aquarelle, Zeichnungen, Druckgraphik und Plastik, Baden-Baden
- 1918: Deutsche Kunstausstellung, Baden-Baden
- 1919: zusammen mit Joseph Mataré und Walther Rath, Suermondt-Museum Aachen
- 1924: Eifelmaler Alfred Holler, Eupen, Aachen
- 1925: IV. Jahresausstellung des Aachener Künstlerbundes
- 1925: Ausstellung anlässlich der Festwoche: Jahrtausendfeier der Rheinlande, Euskirchen
- 1930: Landschaften aus dem befreiten Rheinland, Koblenz
- 1933: Aachener Maler, zusammen mit von Brandis, Heinrichs, Stiewi, Mataré, Schaffrath und anderen
- 1935: Weltausstellung, Palais des Arts Modernes, Brüssel
- 1937: Die Eifel in Kunst, Industrie und Handwerk, zusammen mit Fritz von Wille, Pitt Kreuzberg, Josef Steib, Friedel Michel, Gustav Fenkohl; Mayen
- 1938: Sonderausstellung von älteren und neuen Arbeiten des Malers Alfred Holler, aus Anlass der Vollendung seines 50. Lebensjahres; Suermondt-Museum Aachen

### Posthum (Auswahl)
- 1956: Das Bild der Eifel, Suermondt-Museum Aachen
- 1969: Die Eifel im Landschaftsbild – von Merian bis zur Gegenwart, Schleiden,  Ehemalige Rentei Arenberg
- 1976: Die Obere Kyll im Eifelbild – Von Fritz von Wille bis zur Gegenwart, Stadtkyll, Haus am Park
- 1988: Maler der Eifel, Jubiläumsausstellung anlässlich des 100-jährigen Bestehens des Eifelvereins, Bad Bertrich, Kurfürstliches Schlösschen
- 1988: Alfred Holler – Jubiläumsausstellung zum 100. Geburtstag des Malers und Radierers, Ölgemälde, Druckgrafiken, Zeichnungen, Eupen und Daun[1]
- 1993: Unveröffentlichte Werke des Malers Alfred Holler, Verviers, Musée des BEAUX-ARTS
- 1997: Alfred Holler (1888–1954) – Der Nachlass, Eupen-Kettenis, Schloss Libermé
- 1998: Alfred Holler (1888–1954) – Der Eifelmaler, St. Vith
- 2001: Ausgewählte Werke des Künstlers Alfred Holler, Eupen,
- 2004: Ausstellung und Vorstellung des Alfred Holler-Kalenders 2005, Eschweiler (Rhld.)
- 2015: Kunstausstellung in memoriam Alfred Holler, Stolberg (Rhld.), Museum Zinkhütter Hof[2]